# Wijkiella
Wijkiella là một chi rêu trong họ Sematophyllaceae.